# Pan Zhanle
Pan Zhanle (født 2004) er en kinesisk svømmer.
Ved sommer-OL 2024 i Paris satte han verdensrekord i 100 meter fri med tiden 46,40. Han repræsenterede også sit land i 4×100 meter mixed medleystafet, hvor holdet vandt sølvmedalje.